# ラマト・ガン・スタジアム
ラマト・ガン・スタジアム（ヘブライ語: אצטדיון רמת גן / Itztadion Ramat Gan, 英語: Ramat Gan Stadium）は、イスラエル, テルアビブ地区のラマト・ガンにある多目的スタジアム。収容人数は41,583人。

## 概要
1951年完成のスタジアムで、2014年までサッカーイスラエル代表のホームスタジアムとなっていた他、1964年のAFCアジアカップやマカビア競技大会でも使用されている。
また、以前はイスラエルで唯一のFIFAとUEFAの規定を満たしていたスタジアムであった事により、FIFAワールドカップの予選やUEFAチャンピオンズリーグの試合も行われていた。
過去には、マッカビ・テルアビブがチャンピオンズリーグでホームスタジアムのブルームフィールド・スタジアムではなくここを使用した事もある。

## サッカーイスラエル代表
1956年からホームスタジアムとして使用してきたが、2014年8月27日にオープンしたサミー・オフェル・スタジアムに移っている。